# Centre de Seguretat de la Informació de Catalunya
El Centre de Seguretat de la Informació de Catalunya (CESICAT) va ser una fundació del sector públic de l'administració de la Generalitat de Catalunya.
Va ser l'organisme executor del pla nacional d'impuls de la seguretat en les tecnologies de la informació i la comunicació (TIC) aprovat pel govern de la Generalitat de Catalunya el 17 de març de 2009. Aquest pla constava de quatre objectius bàsics: executar l'estratègia nacional de seguretat TIC, protegir les infraestructures TIC crítiques, promoure un teixit empresarial català en seguretat TIC i incrementar la confiança i protecció de la ciutadania.
El CESICAT estava ubicat a l'Hospitalet de Llobregat, Barcelona.
El CESICAT va ser dissolt el 4 de juny de 2019 i les seves funcions van ser assumides per l'Agència de Ciberseguretat de Catalunya l'1 de gener de 2020.

## Patrons de la fundació
Els patrons de la fundació van ser:
- Generalitat de Catalunya
  - Departament de governació
  - Secretaria de Telecomunicacions i Societat de la Informació
  - Departament d'Interior
  - Departament d'Innovació, Universitats i Empresa
  - Centre de Telecomunicacions i Tecnologies de la Informació de la Generalitat de Catalunya
- Agència per a la Competitivitat de l'Empresa
- Consorci Administració Oberta de Catalunya
- Ajuntament de Reus
- Consell de Cambres de Comerç de Catalunya
- e-la Caixa
- Fundació Barcelona Digital
- Universitat Rovira i Virgili

## Vigilància d'activistes
L'octubre de 2013 una filtració atribuïda a Anonymous va descobrir el seguiment de l'activitat política a Internet de diversos ciutadans per encàrrec dels Mossos d'Esquadra. Segons les filtracions, que constaven de 38 documents, les activitats de vigilància van incloure el monitoratge d'un fotògraf, incloent dades personals seves i una llista de clients en un informe desat a l'ordinador personal d'un dels treballadors del CESICAT. Les filtracions centraven també la seva atenció en diverses mobilitzacions socials com la commemoració del primer de maig, la campanya No vull pagar, el rebuig a la cimera del BCE a Barcelona, les cassolades contra La Caixa o la celebració del primer aniversari del 15-M.